# Bahnhof Higashi-Jūjō
Der Bahnhof Higashi-Jūjō (jap. 東十条駅, Higashi-Jūjō-eki) ist ein Bahnhof in der japanischen Hauptstadt Tokio. Er wird von der Bahngesellschaft JR East betrieben und befindet sich im Zentrum des Bezirks Kita.

## Beschreibung
Higashi-Jūjō ist ein Zwischenbahnhof an der Keihin-Tōhoku-Linie, die von der Bahngesellschaft JR East betrieben wird. Sie verbindet Ōmiya mit Tokio und Yokohama sowie daran anschließend auf der Negishi-Linie mit Ōfuna. Tagsüber fahren die Nahverkehrszüge alle fünf Minuten, während der Hauptverkehrszeit alle drei bis vier Minuten. Somit werden jede Stunde zwischen 12 und 20 Züge angeboten. In der unmittelbaren Nachbarschaft des Bahnhofs verlaufen keine Buslinien. Etwa 500 Meter in südwestlicher Richtung steht der Bahnhof Jūjō an der Saikyō-Linie.
Der Bahnhof steht an der Grenze zwischen den Stadtteilen Naka-Jūjō im Westen und Higashi-Jūjō im Osten, die beide zum Bezirk Kita gehören. Die von Südosten nach Nordwesten ausgerichtete Anlage umfasst 16 Gleise; dabei werden drei von den hier haltenden Zügen der Keihin-Tōhoku-Linie genutzt, die an zwei überdachten Mittelbahnsteigen liegen. Das mittlere Gleis ist von beiden Bahnsteigen aus zugänglich und wird überwiegend für verspätete Züge genutzt, die von Süden her kommend hier vorzeitig wenden. Erreichbar sind die Bahnsteige am südlichen Ende von der Jūjōkosen-Brücke und am nördlichen Ende von einer gedeckten Fußgängerbrücke. Auf den vier Gleisen westlich der Bahnsteige verkehren die Züge der Tōhoku-Hauptlinie und der Takasaki-Linie, die hier ohne Halt durchfahren. Auf der gegenüberliegenden Seite verläuft der Viadukt der doppelspurigen Schnellfahrstrecke Tōhoku-Shinkansen. Östlich davon befindet sich eine Abstellanlage mit sieben Gleisen.
Im Fiskaljahr 2019 nutzten durchschnittlich 24.317 Fahrgäste täglich den Bahnhof.

## Bilder

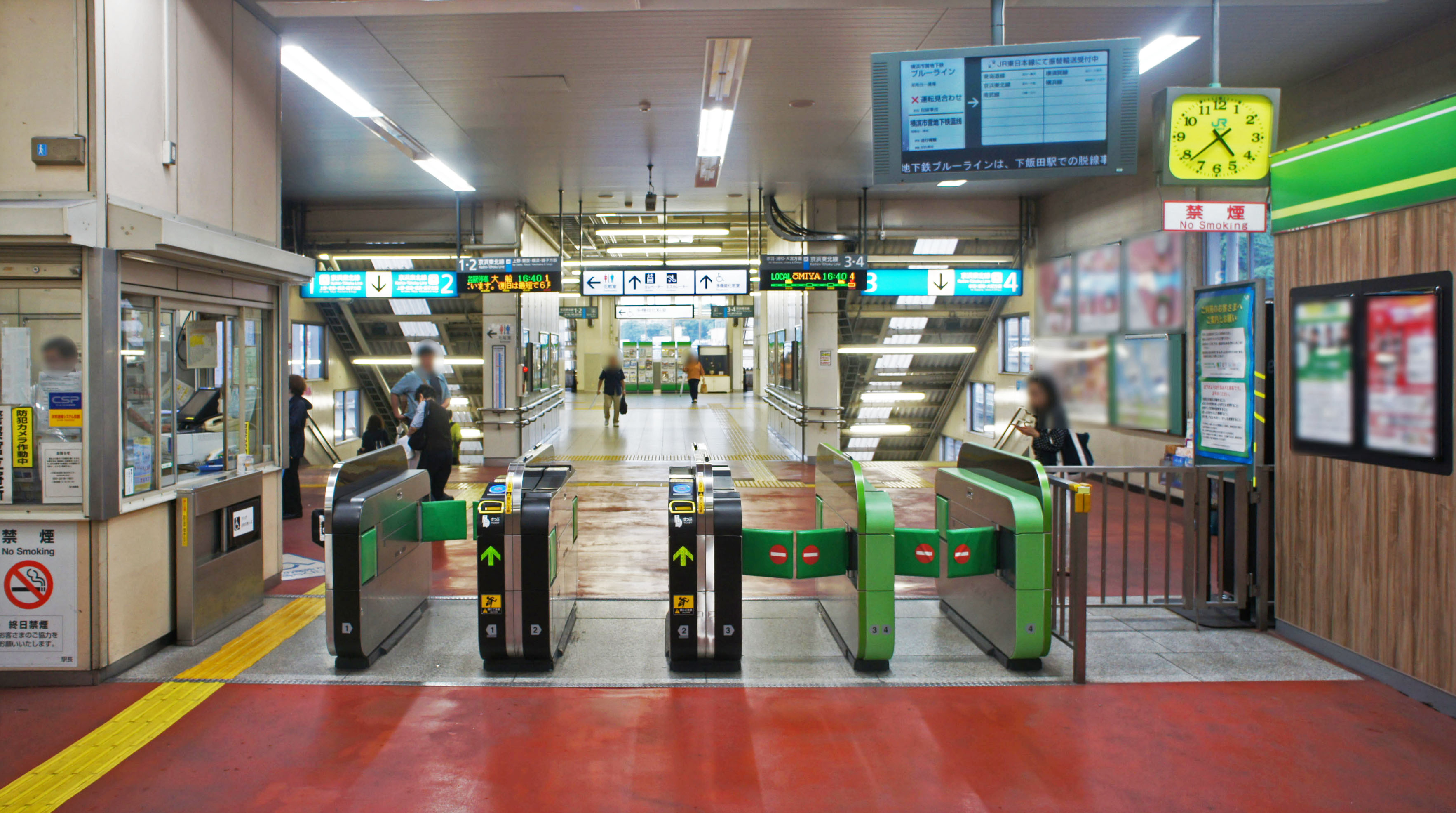
Bahnsteigsperren beim nördlichen Eingang
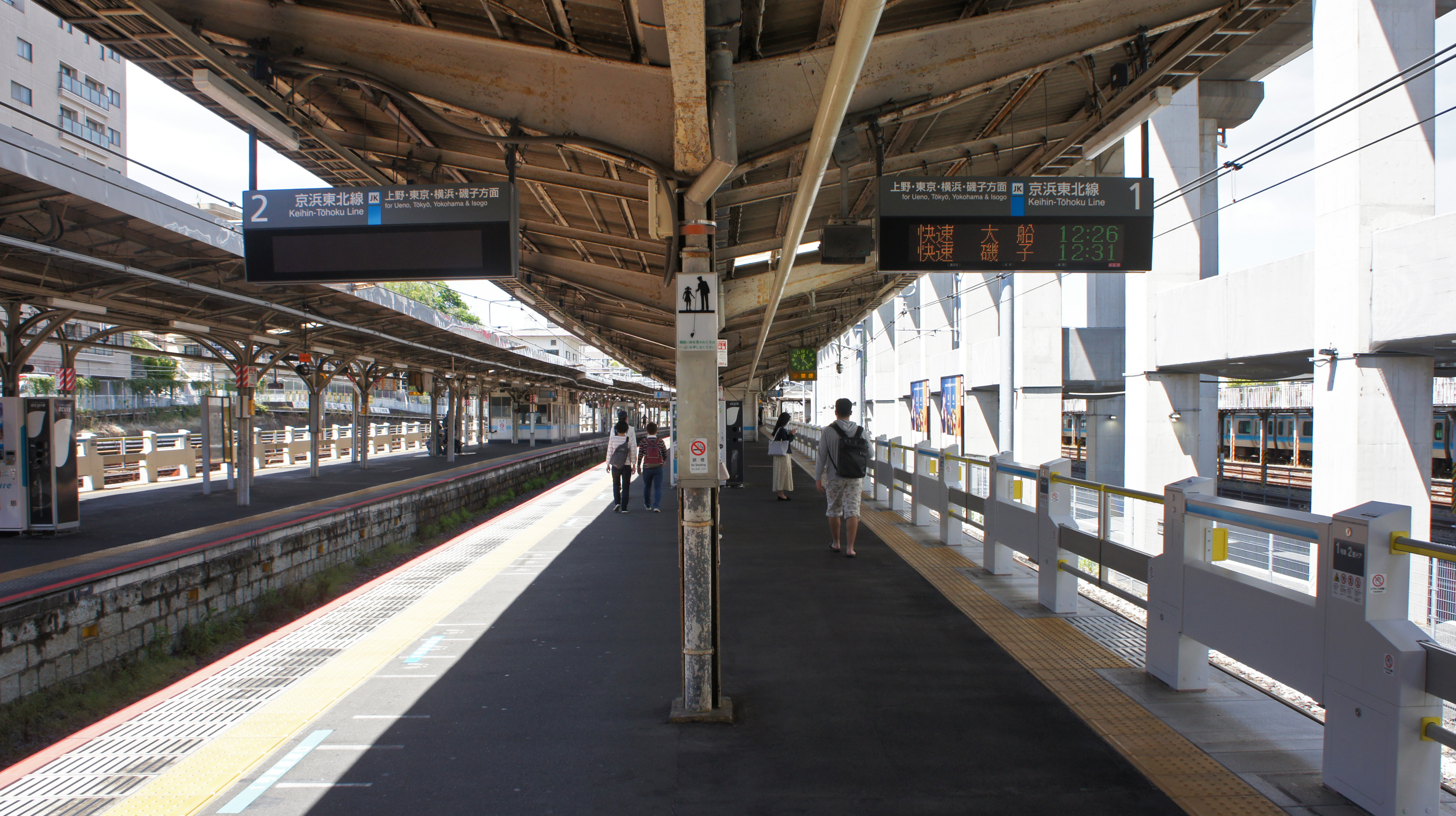
Gleise 1 und 2
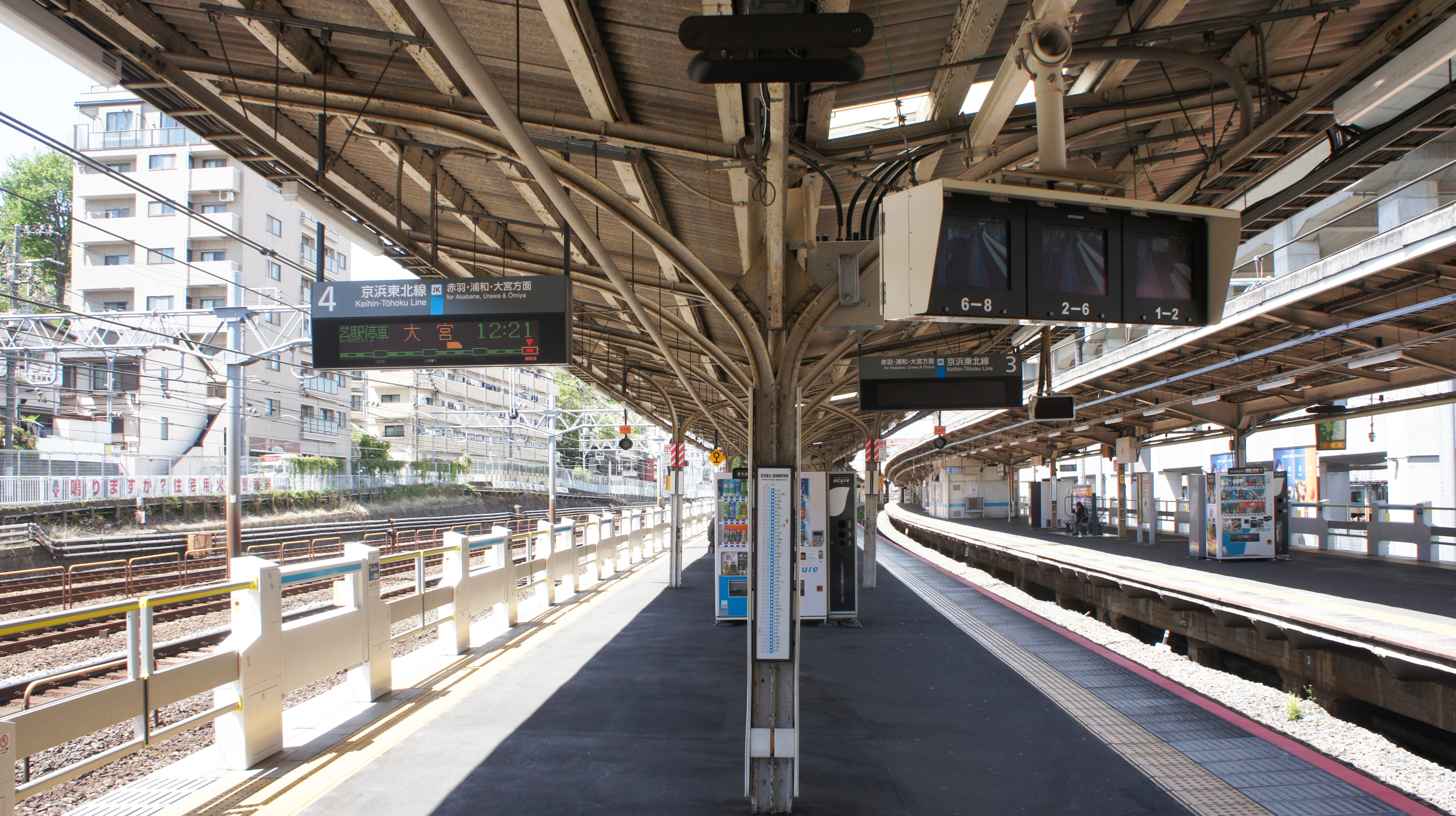
Gleise 3 und 4

## Gleise
| 1   | ▉ Keihin-Tōhoku-Linie | Ueno • Tokio • Shinagawa • Kawasaki • Yokohama |
| 2/3 | ▉ Keihin-Tōhoku-Linie | beide Richtungen                               |
| 4   | ▉ Keihin-Tōhoku-Linie | Akabane • Urawa • Ōmiya                        |

## Linien
| Verlauf der Keihin-Tōhoku-Linie / Negishi-Linie |
| --- |
| Ōmiya • Saitama-Shintoshin • Yono • Kita-Urawa • Urawa • Minami-Urawa • Warabi • Nishi-Kawaguchi • Kawaguchi • Akabane • Higashi-Jūjō • Ōji • Kami-Nakazato • Tabata • Nishi-Nippori • Nippori • Uguisudani • Ueno • Okachimachi • Akihabara • Kanda • Tokyo • Yūrakuchō • Shimbashi • Hamamatsuchō • Tamachi • Takanawa Gateway • Shinagawa • Ōimachi • Ōmori • Kamata • Kawasaki • Tsurumi • Shin-Koyasu • Higashi-Kanagawa • Yokohama • Sakuragichō • Kannai • Ishikawachō • Yamate • Negishi • Isogo • Shin-Sugita • Yōkōdai • Kōnandai • Hongōdai • Ōfuna |

## Geschichte
Zwar führte die Tōhoku-Hauptlinie bereits seit 1883 durch diese Gegend, doch fast ein halbes Jahrhundert lang fuhren die Züge hier ohne Halt durch. Im Oktober 1927 forderten die Einwohner der umliegenden Siedlungen in einer Petition an das Eisenbahnministerium den Bau eines Bahnhofs. Über ein Jahr nachdem die Keihin-Tōhoku-Linie im Februar 1928 von Tokio nach Akabane verlängert worden war, beschloss das nationale Eisenbahnbüro im Mai 1930 den Bau eines zusätzlichen Bahnhofs. Die Arbeiten begannen im Dezember 1930 und am 1. August 1931 erfolgte die Eröffnung des Bahnhofs unter dem Namen Shimo-Jūjō (下十條). Seinen heutigen Namen erhielt er am 1. April 1957. Aus Rationalisierungsgründen stellte die Japanische Staatsbahn am 15. Oktober 1966 die Gepäckaufgabe ein. Am 26. Dezember 1969 entgleiste ein südwärts fahrender Zug der Keihin-Tōhoku-Linie im Bahnhof, dabei wurden sieben Menschen verletzt. Im Rahmen der Staatsbahnprivatisierung ging der Bahnhof am 1. April 1987 in den Besitz der neuen Gesellschaft JR East über. Diese stattete die Bahnsteige im November 2020 mit Bahnsteigtüren aus.